# Awraham Kac
Awraham Kac (hebr.: אברהם כץ, ang.: Avraham Katz, ur. 1931 w Nes Cijjona, zm. 13 sierpnia 1986) – izraelski polityk, w latach 1969–1981 poseł do Knesetu z list Gahalu i Likudu.
W wyborach parlamentarnych w 1969 dostał się po raz pierwszy do izraelskiego parlamentu. Zasiadał w Knesetach VII, VIII i IX kadencji.